# Ciemnienie enzymatyczne
Ciemnienie enzymatyczne – naturalne ciemnienie żywności spowodowane aktywnością enzymów oksydazowych takich jak:
- oksydaza ortodifenolowa

mechanizm reakcji:
tyrozyna +tlen + oksydaza powstaje dihydroksyfenyloalanina
przeciwdziałanie:
zmiana pH, temperatury, siarkowanie SO2
- oksydaza askorbinowa

mechanizm reakcji:
utlenianie kwasu askorbinowego do dehydroaskorbinowego, po czym następuje już ciemnienie nieenzymatyczne
- peroksydazy

mechanizm reakcji:
utlenianie związków fenolowych, powstaje chinon i melanina
odporna na wyższą temperaturę – można ją zdezaktywować dopiero w t=60–70 °C
Zobacz też: Ciemnienie nieenzymatyczne